# Dale McTavish
Dale Neil Bradley McTavish (* 28. Februar 1972 in Eganville, Ontario) ist ein ehemaliger kanadischer Eishockeyspieler. Sein Sohn Mason ist ebenfalls professioneller Eishockeyspieler.

## Karriere
Dale McTavish begann seine Karriere als Eishockeyspieler bei den Peterborough Petes, für die er von 1989 bis 1993 in der kanadischen Juniorenliga Ontario Hockey League aktiv war. Mit seiner Mannschaft gewann er in seinem letzten Jahr in der Saison 1992/93 den J. Ross Robertson Cup, den Meistertitel der OHL. Anschließend besuchte er zwei Jahre lang die Saint Francis Xavier University, für deren Eishockeymannschaft er parallel am Spielbetrieb der Universitätsliga Atlantic University Sport teilnahm. In der Saison 1995 lief er zudem in sechs Partien für die New Jersey Rockin’ Rollers aus der professionellen Inlinehockeyliga Roller Hockey International auf. Am 1. August 1996 erhielt der Flügelspieler einen Vertrag als Free Agent bei den Calgary Flames, nachdem er in der Saison 1995/96 bereits 19 Spiele für deren Farmteam Saint John Flames in der American Hockey League absolviert hatte. Die gesamte restliche Zeit verbrachte er zuvor bei der kanadischen Nationalmannschaft, für die er insgesamt 53 Testspiele bestritt. In der Saison 1996/97 gab der Kanadier sein Debüt für die Calgary Flames in der National Hockey League und erzielte dabei ein Tor und gab zwei Vorlagen. Den Großteil der Spielzeit absolvierte er jedoch erneut im AHL-Team in Saint John, für das er in 56 Spielen 38 Scorerpunkte, davon 16 Tore, erzielte.  
Zur Saison 1997/98 wechselte McTavish zu SaiPa Lappeenranta aus der finnischen SM-liiga. Auf den kleineren Eisflächen in Europa konnte er auf Anhieb überzeugen und erhielt in seinem ersten Jahr in Finnland die Aarne-Honkavaara-Trophäe als bester Torschütze der SM-liiga. Nach einer weiteren Spielzeit bei SaiPa, wechselte er zur Saison 1999/2000 zu dessen Ligarivalen Espoo Blues. Anschließend unterschrieb er einen Vertrag bei den Rapperswil-Jona Lakers aus der Schweizer Nationalliga A. Für Rapperswil-Jona spielte er insgesamt fünf Jahre, wobei er in den Playoffs der Saison 2004/05 zudem in vier Spielen für den HC Sierre in der Nationalliga B auf dem Eis stand und dabei ein Tor und sechs Vorlagen beisteuerte. Von 2005 bis 2007 spielte der Kanadier für in der NLA für die ZSC Lions. Anschließend wechselte er zu dessen Ligarivalen EV Zug, bei dem er unter anderem in der Saison 2007/08 seine punktbeste Spielzeit in der Schweiz absolvierte, woraufhin er in das All-Star Team der National League A gewählt wurde. 
Zur Saison 2010/11 kehrte McTavish zu SaiPa Lappeenranta aus der SM-liiga zurück und erzielte in dieser Spielzeit in 38 Spielen 22 Scorerpunkte, davon 16 Tore.

## Erfolge und Auszeichnungen
- 1993 J.-Ross-Robertson-Cup-Gewinn mit den Peterborough Petes
- 1998 Aarne-Honkavaara-Trophäe
- 2008 NLA All-Star Team